# Langkawiana maculata
Langkawiana maculata är en tvåvingeart som beskrevs av Sevick 2009. Langkawiana maculata ingår i släktet Langkawiana och familjen platthornsmyggor. Inga underarter finns listade i Catalogue of Life.